# 伊藤証信
伊藤 証信（いとう しょうしん、1876年（明治9年）9月10日 - 1963年（昭和38年）1月14日）は、日本の仏教思想家、社会運動家。青年期には出家した僧であった。

## 経歴
三重県員弁郡久米村坂井（後の桑名市坂井）の農家に生まれ、幼名を清九郎といった。
13歳で出家して真宗大谷派円授寺で得度し、僧となって、名を証信とした。岐阜県大垣の美濃教校、京都市の真宗中学校を経て、真宗大学（大谷大学の前身）に学ぶ。在学中から清沢満之に師事し、大学の東京への移転を機に上京する。大学卒業後は、清沢が唱えた「精神主義」の運動に加わった。
1904年、父の看病のために久米村へ帰郷した際、霊感体験をし「無我の愛」を悟ったという。
1905年、東京府北豊島郡巣鴨村大日堂に「無我苑」と称する研修道場を開設し、月2回刊の『無我の愛』の刊行を始めた。10月には僧籍を返上して真宗大学を退学し、「無我苑」に注力した。
この頃から、徳冨蘆花や綱島梁川、また河上肇、堺利彦、幸徳秋水など社会主義者たちとの交流もあった。
1906年3月には、突然「無我苑」を閉鎖し、山口県徳山町（後の周南市の一部）の徳山女学校に教員とて赴任した。徳山で竹内あさ子と出会い、1909年に結婚して、1910年には一緒に東京に戻った。同年から雑誌『我生活』を刊行し、1911年には論文「大逆事件の掲示」が筆禍に遭い、5日間の入獄を経験した。
1916年には、一時期、京都市の『中外日報』に招かれて主筆となったが、程なくして職を辞して東京に戻り、『精神運動』を創刊した。1921年、東京中野で「無我苑」を再開したが、1923年の関東大震災後に、愛知県碧海郡明治村西端（後の碧南市の一部）に移り住み、仏教のみならずキリスト教、西洋哲学などを広く研究しながら、地元の青年たちにドイツ語やカントの『純粋理性批判』を講じ、著作の執筆にも取り組んだ。1934年には、西端にあらたな「無我苑」が建てられた。
第二次世界大戦中には、満洲国で思想普及を試みたり、戦争協力、天皇制賛美にあたる言動を重ねたため、後に批判されることになった。
戦後は、世界連邦建設同盟に参加し、世界連邦アジア会議に出席するなどした。
1963年に満83歳で死去した際には、平塚らいてうが「柔軟な魂の自由宗教者伊藤証信先生とあさ子夫人を永遠に記念する」と墨書した書を贈った。西端の「無我苑」の跡地は、遺族から碧南市に寄贈され、碧南市哲学たいけん村無我苑が整備されて1992年に開苑した。

## おもな著書
- 新気運、丙午出版社、1912年
- 信仰問題：百問百答、丙午出版社、1919年
- 対話精神生活、東亜堂、1921年
- 無我愛の真理、蔵経書院、1921年
- 哲学入門、山喜房、1932年
- 無我愛の哲学、栗田書店、1933年
- 生きた阿弥陀様は何処に御座るか、無我苑、1937年
- 宗教日本の大自覚、無我苑、1937年
- 真正仏教学、同志同行社、1942年
- 日本哲学入門、山喜房仏書林、1943年
- 河上肇博士と宗教、ナニワ出版部、1948年.